# Alinhamento (arqueologia)

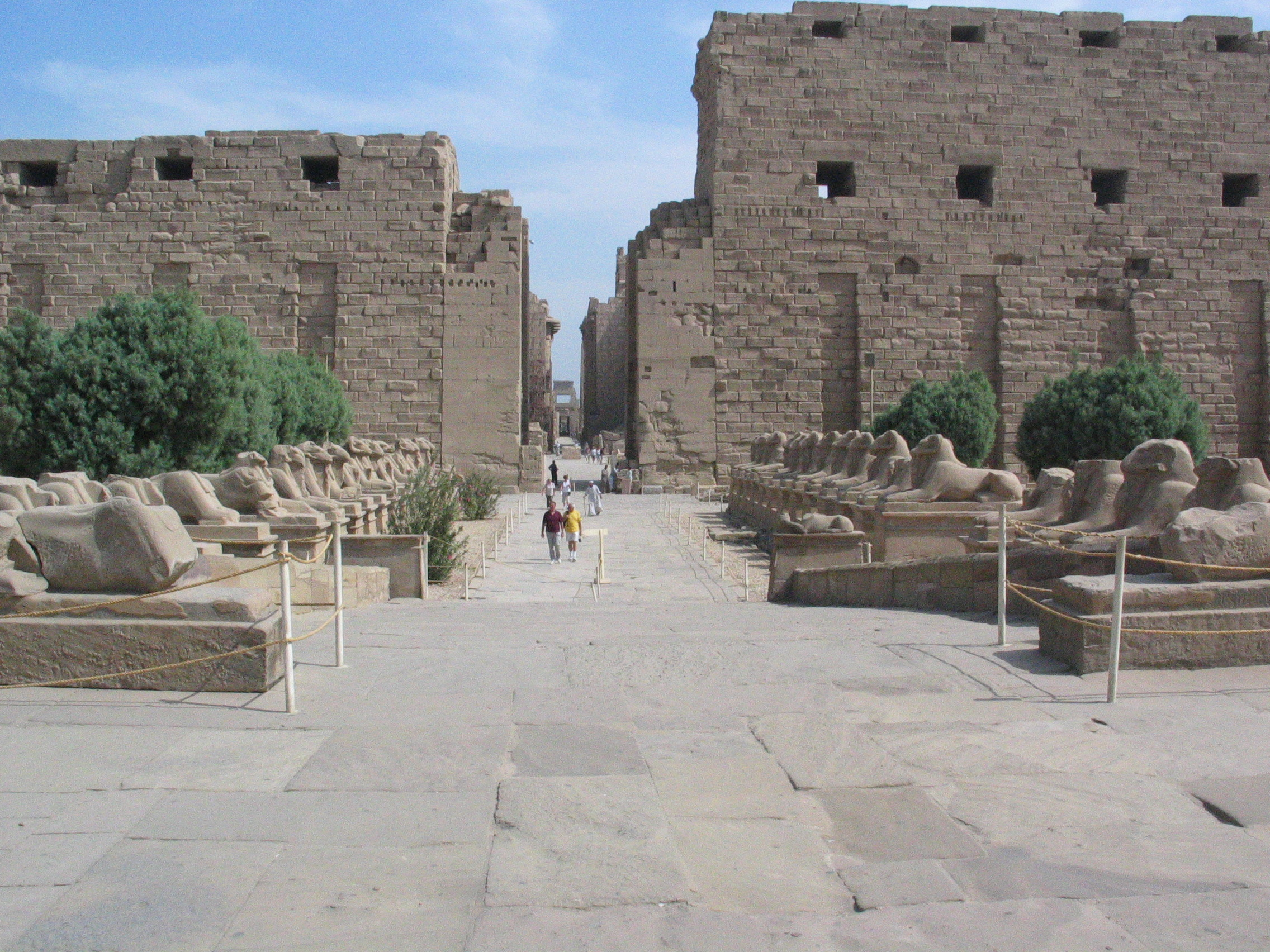
O recinto de Amon-Rá estava alinhado no solstício de inverno.

Um alinhamento em arqueologia é um arranjo co-linear de características ou estruturas com marcos externos. Em arqueoastronomia, o termo pode se referir a um alinhamento com um ponto ou eixo astronomicamente significativo. Alinhamento também pode se referir a evidências circunstanciais ou secundárias usadas para inferir a associação arqueológica de características arqueológicas, como postigos, em virtude de suas relações físicas, e não estratigráficas.